# 馬里奧·布卡羅
馬里奧·阿道夫·布卡羅·弗洛雷斯（西班牙語：Mario Adolfo Búcaro Flores，1977年5月5日—）是一名瓜地馬拉外交官和公務員，自2022年2月1日起擔任瓜地馬拉外交部長。此外，他曾擔任瓜地馬拉駐墨西哥、以色列、保加利亞及賽普勒斯大使。

## 荣誉

### 外国勋章奖章
- 二等智者雅罗斯拉夫王公勋章（乌克兰，2022年8月23日公布[3]）